# The Internship
The Internship is een Amerikaanse film uit 2013 van Shawn Levy met Vince Vaughn en Owen Wilson.

## Verhaal
Twee verkopers komen op straat te staan nadat het bedrijf waar ze voor werken opgeheven wordt en moeten op zoek naar een nieuwe baan. Ze weten hun weg naar binnen te bluffen bij Google als stagiair. Eenmaal binnen blijkt echter dat het werk nog niet zo makkelijk is als ze dachten. De digitale wereld blijkt toch ingewikkelder dan ze dachten.

## Rolverdeling
| Acteur                | Personage       |
| --------------------- | --------------- |
| Vince Vaughn          | Billy McMahon   |
| Owen Wilson           | Nick Campbell   |
| Rose Byrne            | Dana            |
| Max Minghella         | Graham Hawtrey  |
| JoAnna Garcia Swisher | Megan           |
| Dylan O'Brien         | Stuart Thwombly |
| Eric Andre (acteur)   | Sid             |